# Gerhard Krahmer
Gerhard Krahmer (Alemanya, 1890 - Berlín, 1931) va ser un historiador de l'art alemany.
La seva especialitat era l'art de l'antiga Grècia, de forma especial l'escultura grega clàssica. Va ser el primer de documentar les diferències entre els períodes arcaic i clàssic, utilitzant una metodologia que tenia per objecte substituir la noció d'estil per una anàlisi estructural espacial, amb les seves implicacions per a la identitat de la cultura. També va produir el primer estudi sistemàtic important de l'escultura hel·lenística.

## Obres
- Stilphasen der hellenistischen Plastik, 1923/24
- Die Artemis vom Lateran und Verwandtes, 1930
- Figur und Raum in der ägyptischen und griechisch-archaischen Kunst, 1931
- Eine Jünglingsfigur mittelhellenistischer Zeit, 1931